# Cristian Muñoz
Pour les articles homonymes, voir Muñoz.
Muñoz  Lancheros est un nom espagnol. Le premier nom de famille, en général paternel, est Muñoz ; le second, en général maternel, souvent omis, est Lancheros.
Cristian Camilo Muñoz Lancheros, né le 20 mars 1996 à Ventaquemada (Boyacá), est un coureur cycliste colombien.

## Biographie
Il se révèle au niveau international chez les moins de 23 ans en 2018. Il est l'un des meilleurs grimpeurs du Tour d'Italie espoirs, où il remporte une étape, mais montre des lacunes en descente et doit se contenter de la septième place au général.
Après trois saisons passées dans la formation UAE Emirates, sans résultats probants, son contrat n'est pas renouvelé. Muñoz s'engage pour la saison 2022 avec l'équipe EPM-Scott avec l'objectif de montrer dans un calendrier d'un niveau inférieur que ses qualités de grimpeur n'ont pas disparu et ainsi convaincre une formation WorldTour de lui donner une seconde chance.

## Palmarès

### Par année
- 2016
  - 2e du Tour de Colombie espoirs
- 2017
  - 6e et 7e étapes du Tour de Colombie espoirs
  - 2e du Tour de Colombie espoirs
- 2018
  - 8e étape du Tour d'Italie espoirs
  - 3e du Tour de Colombie espoirs
- 2022
  - 2e étape de la Clásica de Fusagasugá
  - 2e de la Clásica de Fusagasugá
  - 2e de la Clásica de El Carmen de Viboral
- 2023
  - 2e étape de la Vuelta a Boyacá
  - 2e de la Clásica de Anapoima
  - 2e de la Vuelta al Tolima
  - 3e de la Vuelta al Sur-Tolima a Huila
- 2024
  - 2e de la Clásica de Marinilla
  - 3e du Clásico RCN
- 2025
  - 2e de la Clásica de Fusagasugá

### Classements mondiaux
| Année                                 | 2018  | 2019  | 2020  | 2021  | 2022 | 2023  | 2024  |
| ------------------------------------- | ----- | ----- | ----- | ----- | ---- | ----- | ----- |
| Classement mondial                    | 2268e | 1885e | 1459e | 1319e | nc   | 2850e | 1098e |
| UCI Europe Tour                       | 1510e |       |       |       |      |       |       |
| UCI America Tour                      | nc    | 280e  | 130e  | 203e  | nc   | nc    | nc    |
|                                       |       |       |       |       |      |       |       |
| Légende : nc = non classéSource : UCI |       |       |       |       |      |       |       |